# Ascholtshausen
Ascholtshausen ist ein Ortsteil des Marktes Mallersdorf-Pfaffenberg im niederbayerischen Landkreis Straubing-Bogen. Bis 1971 bildete es eine selbstständige Gemeinde.

## Lage
Das Pfarrdorf Ascholtshausen liegt etwa drei Kilometer nordwestlich von Pfaffenberg an der Bundesstraße 15 im Donau-Isar-Hügelland.

## Geschichte
Ascholtshausen wird erstmals 1137 im Übergabebuch des Stiftes Sankt Kastulus von Moosburg erwähnt. In einem Schutzbrief, den Papst Innozenz II. am 7. Januar 1139 für Abt Eppo von Kloster Mallersdorf ausfertigen ließ, hieß es, dass Ascholtshuefen zum Klosterbesitz gehört. Den Unterlagen der folgenden Jahrhunderte ist zu entnehmen, dass auch die Grafen von Kirchberg und das Kloster Seligenthal Besitzer von Gütern im Ort waren.
Obwohl Ascholtshausen im Jahr 1776 nur 17 Häuser umfasste, gab es bereits eine eigene Schule. Das Schulhaus gehörte zur Pfarrkirche und musste von Kirchengeldern unterhalten werden. 1913 zählte man 40 Häuser mit 239 Einwohnern.
Die Pfarrei Ascholtshausen ist ohne Zweifel sehr alt, da die Kirche im päpstlichen Schirmbrief von 1186 bereits genannt wird. Die Pfarrkirche zu Ehren der Himmelfahrt Mariens war seit jeher dem Kollegiatstift St. Johann in Regensburg unterstellt.
Die Gemeinde Ascholtshausen gehörte zum Landkreis Mallersdorf. Sie kam im Zuge der Gebietsreform in Bayern am 1. April 1971 zur Gemeinde Pfaffenberg und mit dieser am 1. Juli 1972 zu dem neu gebildeten Markt Mallersdorf-Pfaffenberg.

## Sehenswürdigkeiten
- Pfarrkirche Mariä Himmelfahrt. Die bestehende Kirche ist ein Bau aus der ersten Hälfte des 18. Jahrhunderts. In den Jahren 1850/1851 wurde die barock ausgestattete Kirche umgebaut.

## Vereine
- Freiwillige Feuerwehr Ascholtshausen
- Katholischer Frauenbund Ascholtshausen
- Katholische Landjugend Ascholtshause
- Krieger- und Soldatenkameradschaft Ascholtshausen

## Persönlichkeiten
- Johann Baptist Sigl (1839–1902). Der Journalist und Abgeordnete wurde am 27. März 1839 in Ascholtshausen geboren.